# روان‌سنجی
روان‌سنجی (به انگلیسی: psychometrics) رشته‌ای درباره مطالعه نظریه و فنون «اندازه‌گیری» در روان‌شناسی است. طبق تعریف شورای ملی اندازه‌گیری آموزشی آمریکا (NCME)، روان‌سنجی به «اندازه‌گیری روان‌شناسانه» ارجاع دارد. به صورت کلی به رشته‌های تخصصی موجود در روان‌شناسی و تربیتی اشاره دارد که به آزمون، اندازه‌گیری، ارزیابی، و فعالیت‌های مرتبط می‌پردازد.
روان‌سنجی در لغت به معنای مربوط به اندازه‌گیری آنچه روان‌شناختی است.
یکی از گرایش‌های روان‌شناسی در دوره ارشد و دکتری است که در آمریکا به رشته روان‌شناسی کمی (quantitative psychology) بیشتر معروف است. نیاز به بنیهٔ قوی در آمار و روان‌شناسی شرط موفقیت در این رشته محسوب می‌شود. داشتن سواد غنی در مورد روان‌شناسی و آشنایی خوب با فلسفهٔ علم نیز علاوه بر تسلط داشتن بر ریاضیات و آمار باعث شده‌است که برخی از دانشجویان این رشته کمتر علاقه‌مند به این رشته باشند. روان‎سنجی (سنجش و اندازه گیری) در ایران در دانشگاه علامه در مقطع کارشناسی ارشد و دکتری و در دانشگاه تهران در مقطع دکتری تدریس می‌شود.
تسلط داشتن به نرم‌افزارهای آماری مختلف نظیر SPSS, LISREL, BILOG, MULTILOG, SAS و سایر نرم‌افزارها برای انجام تحلیل‌های آماری ضرورت دارد. این رشته به عبارتی با روش‌شناسی پژوهش در علوم رفتاری و اجتماعی سروکار دارد و اینکه چگونه می‌توانیم فعالیت‌های پژوهشی خود را در راستای علم ناب و کمتر سوگیرانه در روانشناسی و علوم تربیتی سوق دهیم از اهداف تأسیس این رشته در سراسر جهان می‌باشد.